# Mimie Mathy
Pour l’article homonyme, voir Mathy.
Michèle Mathy, dite Mimie Mathy, est une humoriste et actrice française, née le 8 juillet 1957 dans le 7e arrondissement de Lyon.
Elle est notamment connue pour avoir fait partie du trio comique Les Filles avec Michèle Bernier et Isabelle de Botton, dans les années 1980 et 1990, et pour son rôle de Joséphine Delamarre dans la série Joséphine, ange gardien, produite depuis 1997. Elle fait également partie de la troupe des Enfoirés, dont elle est la marraine depuis 2008.
Elle est atteinte d'achondroplasie, ce qui explique sa petite taille de 1,32 m.

## Biographie

### Famille et études
Michèle Mathy est l'aînée des trois filles (ses sœurs se prénomment Frédérique et Marie) de Marcel Mathy, chauffeur-routier, puis manutentionnaire dans une usine lyonnaise avant d'y terminer sa carrière comme directeur du service transport, et de Roberte Mathy née Bonnet, femme au foyer. La famille vit dans un appartement à Bron. Alors qu'elle est atteinte d'achondroplasie, ses parents l'encouragent à vivre ses rêves malgré sa différence. Elle est initiée à la musique par son père saxophoniste amateur. Elle est rebaptisée Mimie par ses collègues du centre VVF de Seignosse où elle travaille tous les étés, à partir de ses dix-huit ans, comme animatrice. Après l'obtention d'un baccalauréat B, elle entame des études en sciences économiques à la Faculté de Lyon, allant jusqu'à la licence, qu'elle n'obtient pas, mais aimerait en réalité exercer un métier du spectacle. Voulant prouver à ses parents qu'elle peut devenir journaliste et voulant les surprendre, elle écrit une lettre à La Vie catholique à laquelle sont abonnés ses parents. Le magazine publie sa lettre intitulée « Ma grande joie de vivre » dans le courrier des lecteurs.

### Premiers pas artistiques (années 1970)
Grande fan du Big Bazar dont elle a vu une première représentation en 1975, elle rencontre Michel Fugain, de passage à Lyon, dans l'espoir de se faire embaucher, mais le chanteur lui conseille de terminer ses études. Après avoir échoué à sa licence de sciences économiques et décidé d'arrêter les études, elle devient quelques mois animatrice aux VVF Villages où elle se rend avec ses parents et ses sœurs tous les étés depuis 1966. En 1979, elle revoit Michel Fugain, qui, après lui avoir fait passer une audition, l'accepte avec trois autres personnes dans son atelier artistique aux Studios de la Victorine à Nice. Elle commence les cours en septembre 1979 et pendant deux ans, 8 heures par jour, elle apprend le chant, la danse et à jouer la comédie, avec de nombreux autres élèves dont Gabrielle Bonacini qui devient l'une de ses meilleures amies.

### Débuts à la télévision et au théâtre, et le trioLes Filles(années 1980)
En 1981, après que Michel Fugain a décroché un contrat avec TF1, Mimie participe, avec les artistes de l'atelier Fugain, aux intermèdes du samedi après-midi de la chaîne. Les Fugues à Fugain réalisées par Jean-Claude Martin, se composent de petits sketches, de danse, etc. Cependant des téléspectateurs s'offusquent de la présence de Mimie en envoyant des lettres à TF1, un journaliste écrit que c'est "un ramassis de la cour des miracles et de gnomes difformes". Au bout de quelques mois le programme est arrêté par la chaîne.
Montée à Paris en 1982, le metteur en scène et producteur Jean-Claude Martin lui conseille d'écrire ses propres textes et s'engage à la mettre en scène et à la produire. Elle écrit alors avec son ami Didier Biosca un one-woman-show intitulé Elle voit des géants partout au Point-Virgule. La première représentation a lieu le 27 octobre 1982 et la dernière en mai 1983.
De 1982 à 1985, elle fait partie du Petit Théâtre de Bouvard où elle rencontre notamment Michèle Bernier et Isabelle de Botton avec qui elle créera un trio comique féminin, « Les Filles ». Elle fait également des sketchs avec Jean-Jacques Peroni, Lime, Muriel Robin, Chevallier et Laspalès, Didier Bourdon, Pascal Légitimus et son grand ami Yvan Burger. Entre dix et quinze millions de spectateurs en moyenne regardent le divertissement. Dans cette décennie, elle commence à jouer des petits rôles dans des téléfilms.
En 1985, elle écrit avec son ami Didier Biosca Mimie en quête d'hauteur et le joue pendant six mois à partir de novembre 1985, avec Gabrielle Bonacini et Christian Bruster au Théâtre de la Potinière à Paris jusqu'au 26 avril 1986. En 1987, elle apparaît dans le clip de la chanson Quel souci La Boétie de Claudia Phillips.
À partir de 1986, Les Filles (Mimie Mathy, Michèle Bernier, Isabelle de Botton) font du café-théâtre, de la radio et montent des spectacles. En 1988, elles vont tout d'abord pendant dix jours à l'île de La Réunion et à l'île Maurice où elles lancent le spectacle Existe en trois tailles qui est un immense succès. Elles le joueront en métropole pendant deux ans.
En 1991, elles jouent dans Le Gros n'avion, mis en scène par Éric Civanyan. Le trio des Filles dure sept ans, jusqu'en juin 1993.

### Carrière solo: spectacle et succès télévisés de la «nounou» à «Joséphine» (depuis les années 1990)
Sur scène, en 1994, Mimie Mathy est seule sur scène pour Mimie au Splendid, spectacle écrit avec Pierre Palmade et joué pendant deux ans.
En 1993, Mimie Mathy co-signe avec Laurent Chouchan le scénario du téléfilm Une nounou pas comme les autres réalisé par Éric Civanyan et dans lequel elle incarne la « nounou » Julie Toronto aux côtés de Thierry Heckendorn, Micheline Dax, Renan Mazéas et Lucile Boulanger. La fiction, diffusée sur France 2 le 19 janvier 1994, dépasse en audience l'émission à succès Sacrée Soirée de Jean-Pierre Foucault avec 12,8 millions de téléspectateurs soit 52,7 % de parts de marché, un fait rare pour TF1 qui arrive quasiment tout le temps en tête des audiences,. La suite Une nana pas comme les autres avec le même casting (scénariste, réalisateur, acteurs), diffusée le 12 avril 1995, arrive aussi en tête avec 11,8 millions, représentant 52 % de parts de marché.
Cependant, malgré ses grands succès d'audience, France 2 ne félicite pas la comédienne, alors que TF1 lui fait envoyer des fleurs. Le service public perd alors une locomotive à audience, au profit de la Une. Forte de ces succès, Mimie Mathy commence à jouer pour TF1 dans la série Joséphine, ange gardien dans laquelle elle incarne Joséphine Delamarre. L'un de ses créateurs est Laurent Chouchan, scénariste d' Une nounou pas comme les autres. Le 15 décembre 1997, TF1 diffuse le premier épisode de Joséphine, ange gardien (nommée alors Joséphine, profession ange gardien) intitulé Le Miroir aux enfants et réalisé par Dominique Baron. Il réunit 6,9 millions de téléspectateurs soit 28,4 % de parts de marché. Programme à grande audience, la série est toujours en production plus de 20 ans après sa création et se compose de 101 épisodes. Elle assure à Mimie Mathy une certaine renommée, faisant d'elle l'une des personnalités les plus aimées par les Français. Elle a été récompensée de trois 7 d'or en tant que meilleure comédienne de fiction et le Musée Grévin a créé une statue à son effigie.
Après le rôle de la nounou et en parallèle de la série Joséphine, ange gardien elle joue dans des téléfilms tragi-comiques (Changement de cap, Famille de cœur, Marie et Tom) et retrouve ses anciennes complices des « Filles » Michèle Bernier et Isabelle de Botton dans deux téléfilms humoristiques (À trois, c'est mieux en 2004 et Trois filles en cavale en 2010).
Mimie Mathy participe aux Enfoirés depuis 1994 et en est la marraine depuis 2008. Elle est également la marraine de l'association « Docteur Clown » depuis une dizaine d'années.
Selon le classement semestriel du Journal du dimanche d'août 2010, Mimie Mathy est la personnalité féminine préférée des Français (et la troisième après Yannick Noah et Zinedine Zidane). En octobre 2013, elle dit recevoir de TF1 la somme de 250 000 € par épisode de Joséphine, ange gardien.

### Incursion au cinéma et dans la chanson et retour sur scène (années 2000)
En 1982, elle est figurante dans Pour cent briques, t'as plus rien... et en 2000, elle joue dans Que faisaient les femmes pendant que l'homme marchait sur la lune ? qui est un échec.
En 2002, son spectacle J'adore papoter avec vous, écrit par Muriel Robin, connaît un grand succès.
Fin 2005, Mimie effectue la tournée Night of the Proms. En 2006, elle sort l'album de chansons La Vie m'a raconté produit par Patrick Fiori.
Depuis mai 2009, Mimie Mathy est ambassadrice de bonne volonté de l'UNICEF.

### Spectacle, récompense et diversification des rôles (années 2010 et 2020)
En 2013, Mimie Mathy est faite Chevalier de l'ordre national du Mérite et Chevalier de la Légion d'honneur en 2015.
Souhaitant diversifier ses rôles, Mimie Mathy incarne pour France 3 depuis 2017, le capitaine Marie Jourdan dans une collection de téléfilms policiers. Le Prix de la vérité, diffusé en janvier 2018 et réunissant 4,7 millions de téléspectateurs, permet à France 3 d'arriver en tête des audiences de la soirée devant l'émission Stars sous hypnose sur TF1.
Au printemps 2018, elle joue la tante de Lucie (incarnée par Lorie Pester) dans quelques épisodes de la série Demain nous appartient diffusée en access prime-time sur TF1.
En 2020, elle participe à la série Dix pour cent dans son propre rôle pour France TV.
En 2022, elle reprend une dernière fois son rôle du Capitaine Marie Jourdan dans l'épisode Le Prix de la Trahison de France 3.
En 2023, elle participe à un épisode de la série Léo Matteï avec Jean-Luc Reichmann dans le rôle de Chantal sur TF1. Une porte reste ouverte pour un éventuel retour.

## Vie privée
Mimie Mathy s'est mariée le 27 août 2005 avec le chef cuisinier et restaurateur Benoist Gérard (qui est père de quatre enfants), qu'elle a rencontré lors d'une des représentations de son spectacle à Saint-Brieuc (Côtes-d'Armor) en le faisant monter sur scène, comme elle avait l'habitude de faire en prenant quelqu'un au hasard dans le public. Ils ont dirigé ensemble un restaurant à Paris, « À la grange batelière », rue de la Grange-Batelière de 2005 à 2007.
Elle vit à Vaison-la-Romaine avec son mari, où ils ont des vignes.

## Spectacles
- 1982-1983 : Elle voit des géants partout au Point Virgule
- 1985-1986 : Mimie en quête d'hauteur au Théâtre de la Potinière
- 1988-1990 : Existe en trois tailles, avec Les Filles (Michèle Bernier et Isabelle de Botton)
- 1991 : Le Gros N'avion de Michèle Bernier, Isabelle de Botton, Mimie Mathy (Les Filles), mise en scène Éric Civanyan, Théâtre de la Michodière
- 1994-1996 : Mimie au Splendid
- 2002 : J'adore papoter avec vous, mise en scène de Roger Louret, textes de Muriel Robin et Mimie Mathy
- 2013 : Je (re)papote avec vous, mise en scène de Roger Louret, textes de Muriel Robin, Jean-Philippe Lemmonier et Mimie Mathy

## Filmographie

### Cinéma
- 2000 : Que faisaient les femmes pendant que l'homme marchait sur la Lune ? de Chris Vander Stappen : Elisa Kessle

### Télévision

#### Téléfilms
- 1984 : La jeune femme en vert, de Lazare Iglesis : la servante
- 1984 : Le petit manège de Daniel Tragarz : Mimie
- 1994 : Une nounou pas comme les autres réalisé par Éric Civanyan : Julie Toronto - également scénariste
- 1995 : Une nana pas comme les autres réalisé par Éric Civanyan : Julie Toronto - également scénariste
- 1998 : Changement de cap de Patrick Malakian : Marilyn
- 1998 : Famille de cœur de Gérard Vergez : Nadine Lefort
- 2000 : Marie et Tom de Dominique Baron : Marie Bertin - également dialoguiste
- 2004 : À trois c'est mieux de Laurence Katrian : Juliette dite « Juju », nièce de Jacques
- 2005 : La Bonne Copine de Nicolas Cuche : Juliette Laroche
- 2010 : Trois filles en cavale de Didier Albert : Vicky Lebel
- 2017 : Le Prix de la vérité d'Emmanuel Rigaut : Capitaine Marie Jourdan
- 2019 : Le Prix de la loyauté : Capitaine Marie Jourdan
- 2020 : I love you coiffure de Muriel Robin, sketch Le Salon de coiffure : Mme Plantain
- 2022 : Le Prix de la trahison : Capitaine Marie Jourdan

#### Séries télévisées
- Depuis 1997 : Joséphine, ange gardien : Joséphine Delamarre
- 2018 : Demain nous appartient : Pénélope, la tante de Lucie
- 2018 : Camping Paradis, épisode Un ange gardien au camping de Philippe Proteau : Joséphine Delamarre
- 2020 : Dix pour cent, saison 4 : elle-même
- 2023 : Léo Matteï, Brigade des mineurs, saison 10 : Chantal
- 2023 : Ici tout commence, épisode 734 : Figurante (avec son mari Benoist Gérard, chef cuisinier)

## Émissions de télévision
- 1981 : Fugues à Fugain (TF1)
- 1982 - 1984 : Le Petit Théâtre de Bouvard (Antenne 2)
- 1983 : Dorothée : Le Show (émission spéciale)
- 1995 : AMiMicalement, émission réalisée par Gilles Amado et diffusée le 16 septembre 1995 (TF1)
- 2011 : AMiMicalement (TF1)[26]

## Radio
- 1992-1993 : Co-animatrice dans l'émission Les Filles sur RMC
- 2013-2014 : Chroniqueuse dans l'émission Les Pieds dans le plat sur Europe 1

## Discographie
- 2004 : Participation sur l'album Le cœur des femmes
- 2006 : La vie m'a raconté, produit par Patrick Fiori et son équipe[Quoi ?]. Disque d'argent, 60 000 exemplaires mis en place[pas clair][réf. nécessaire].
- 2020 : Et demain ? (Et demain ? Le collectif)

## Publications
- 1986 : À pas de géant, Mimie Mathy, Éditions Carrère
- 1994 : Mimie Mathy , Mimie Mathy, Éditions Hachette / Carrère,  (ISBN 2012370195)
- 2007 : Aller simple pour le bonheur, Mimie Mathy et Benoist Gérard, Éditions Plon
- 2009 : Mimie, raconte-moi : Les vacances africaines de Zouzou et Aï , Mimie Mathy, Éditions Plon
- 2010 : Le Noël magique de Pierrot et Marguerite, Mimie Mathy, Éditions Plon, 2010
- 2010 : Mimie, raconte-moi : Djamel et Mégane : même pas peur !, Mimie Mathy, Éditions Plon
- 2017 : Vaut-il mieux être toute petite ou abandonné à la naissance ?, Mimie Mathy et Gilles Legardinier, Belfond.

## Distinctions et hommages

### Décorations
- Chevalier de la Légion d'honneur 1er janvier 2015[27].
- Chevalier de l'ordre national du Mérite 15 décembre 2013 (nomination en 2003[28])

### Récompenses
- 7 d'or de la meilleure comédienne de fiction pour Joséphine, ange gardien en 1998, 2000 et 2003

### Statue
Le 16 décembre 2003, elle inaugure une statue de cire d'elle-même au Musée Grévin, à Paris.